# Leichtathletik-Hallenweltmeisterschaften 2003
Die 9. Leichtathletik-Hallenweltmeisterschaften fanden vom 14. bis 16. März 2003 in Birmingham statt. Die Wettbewerbe wurden in der National Indoor Arena ausgetragen.
Den einzigen Weltrekord erzielte die Russin Swetlana Feofanowa. Im Stabhochsprung gelang ihr eine Höhe von 4,80 m.

## Männer

### 60 m
| Platz | Athlet             | Land | Zeit (s)  |
| ----- | ------------------ | ---- | --------- |
| 1     | Justin Gatlin      | USA  | 6,46      |
| 2     | Kim Collins        | SKN  | 6,53 (NR) |
| 3     | Jason Gardener     | GBR  | 6,55      |
| 4     | Mark Lewis-Francis | GBR  | 6,57      |
| 5     | Gábor Dobos        | HUN  | 6,64      |
| 6     | Jérôme Éyana       | FRA  | 6,64 (PB) |
| 7     | Markus Pöyhönen    | FIN  | 6,65      |
| 8     | Deji Aliu          | NGR  | 6,72      |

Datum: 14. März, 18:00 Uhr

### 200 m
| Platz | Athlet            | Land | Zeit (s) |
| ----- | ----------------- | ---- | -------- |
| 1     | Marlon Devonish   | GBR  | 20,62    |
| 2     | Joseph Batangdon  | CMR  | 20,76    |
| 3     | Dominic Demeritte | BAH  | 20,92    |
| 4     | Matic Osovnikar   | SLO  | 21,17    |
| 5     | Marco Torrieri    | ITA  | 21,68    |
| 6     | Allyn Condon      | GBR  | DQ       |

Datum: 15. März, 18:30 Uhr
Allyn Condon wurde wegen zweier Fehlstarts disqualifiziert, legte aber Protest ein und bestritt das Rennen. Die Disqualifikation wurde allerdings aufrechterhalten.

### 400 m
| Platz | Athlet           | Land | Zeit (s)   |
| ----- | ---------------- | ---- | ---------- |
| 1     | Tyree Washington | USA  | 45,34 (WL) |
| 2     | Daniel Caines    | GBR  | 45,43 (PB) |
| 3     | Paul McKee       | IRL  | 45,99 (NR) |
| 3     | Jamie Baulch     | GBR  | 45,99      |
| 5     | David McCarthy   | IRL  | 46,61 (PB) |
| 6     | Daniel Batman    | AUS  | 46,67      |

Datum: 16. März, 15:05 Uhr

### 800 m
| Platz | Athlet               | Land | Zeit (min)   |
| ----- | -------------------- | ---- | ------------ |
| 1     | David Krummenacker   | USA  | 1:45,69 (PB) |
| 2     | Wilson Kipketer      | DEN  | 1:45,87      |
| 3     | Wilfred Bungei       | KEN  | 1:46,54      |
| 4     | Antonio Manuel Reina | ESP  | 1:46,58      |
| 5     | Bram Som             | NED  | 1:47,00      |
| 6     | Arnoud Okken         | NED  | 1:48,71      |

Datum: 16. März, 15:40 Uhr

### 1500 m
| Platz | Athlet              | Land | Zeit (min) |
| ----- | ------------------- | ---- | ---------- |
| 1     | Driss Maazouzi      | FRA  | 3:42,59    |
| 2     | Bernard Lagat       | KEN  | 3:42,62    |
| 3     | Abdelkader Hachlaf  | MAR  | 3:42,71    |
| 4     | Cornelius Chirchir  | KEN  | 3:43,03    |
| 5     | Iwan Heschko        | UKR  | 3:44,56    |
| 6     | James Nolan         | IRL  | 3:44,67    |
| 7     | Andrei Sadoroschny  | RUS  | 3:44,80    |
| 8     | Juan Carlos Higuero | ESP  | 3:44,81    |

Datum: 15. März, 18:10 Uhr

### 3000 m
| Platz | Athlet                | Land | Zeit (min)   |
| ----- | --------------------- | ---- | ------------ |
| 1     | Haile Gebrselassie    | ETH  | 7:40,97      |
| 2     | Alberto García        | ESP  | 7:42,08      |
| 3     | Luke Kipkosgei        | KEN  | 7:42,56      |
| 4     | Jesús España          | ESP  | 7:42,70 (PB) |
| 5     | Abiyote Abate         | ETH  | 7:43,21      |
| 6     | Gert-Jan Liefers      | NED  | 7:44,34      |
| 7     | Leonard Mucheru Maina | KEN  | 7:44,83      |
| 8     | John Mayock           | GBR  | 7:45,32      |

Datum: 16. März, 16:10 Uhr

### 60 m Hürden
| Platz | Athlet             | Land | Zeit (s)  |
| ----- | ------------------ | ---- | --------- |
| 1     | Allen Johnson      | USA  | 7,47      |
| 2     | Anier García       | CUB  | 7,49      |
| 3     | Liu Xiang          | CHN  | 7,52      |
| 4     | Ladji Doucouré     | FRA  | 7,58 (PB) |
| 5     | Colin Jackson      | GBR  | 7,61      |
| 6     | Staņislavs Olijars | LAT  | 7,62      |
| 7     | Robert Kronberg    | SWE  | 7,67      |
| 8     | Shaun Bownes       | RSA  | 7,67      |

Datum: 16. März, 16:40 Uhr

### 4 × 400 m Staffel
| Platz | Land                   | Athleten                                                                 | Zeit (min)   |
| ----- | ---------------------- | ------------------------------------------------------------------------ | ------------ |
| 1     | Jamaika                | Leroy Colquhoun Danny McFarlane Michael Blackwood Davian Clarke          | 3:04,21 (NR) |
| 2     | Vereinigtes Königreich | Jamie Baulch Timothy Benjamin Cori Henry Daniel Caines                   | 3:06,12      |
| 3     | Polen                  | Rafał Wieruszewski Grzegorz Zajączkowski Marcin Marciniszyn Marek Plawgo | 3:06,61      |
|       | Russland               | Oleg Mischukow Alexander Ussow Andrei Rudnizki Dmitri Bogdanow           | DQ           |
|       | Vereinigte Staaten     | James Davis Jerome Young Milton Campbell Tyree Washington                | DQ           |

Datum: 16. März, 17:35 Uhr
Die russische Mannschaft wurde disqualifiziert, weil sie bei einem Wechsel gegen die Regel 170.8 verstoßen hatte. Die US-amerikanische Stafette kam mit einer Zeit von 3:04,09 min als Erste ins Ziel, wurde aber 2009 disqualifiziert, als Jerome Young kontinuierliches Doping für den Zeitraum von 1999 bis 2003 eingestand und deshalb seine damaligen Resultate annulliert wurden.

### Hochsprung
| Platz | Athlet             | Land | Höhe (m)  |
| ----- | ------------------ | ---- | --------- |
| 1     | Stefan Holm        | SWE  | 2,35      |
| 2     | Jaroslaw Rybakow   | RUS  | 2,33      |
| 3     | Henads Maros       | BLR  | 2,30 (PB) |
| 4     | Dragutin Topić     | SCG  | 2,30      |
| 5     | Mark Boswell       | CAN  | 2,25      |
| 6     | Tomáš Janků        | CZE  | 2,25      |
| 7     | Staffan Strand     | SWE  | 2,25      |
| 8     | Andrij Sokolowskyj | UKR  | 2,25      |

Datum: 15. März, 17:00 Uhr

### Stabhochsprung
| Platz | Athlet             | Land | Höhe (m)  |
| ----- | ------------------ | ---- | --------- |
| 1     | Tim Lobinger       | GER  | 5,80      |
| 2     | Michael Stolle     | GER  | 5,75      |
| 3     | Rens Blom          | NED  | 5,75 (NR) |
| 4     | Wassili Gorschkow  | RUS  | 5,70      |
| 5     | Derek Miles        | USA  | 5,70      |
| 6     | Viktor Chistiakov  | AUS  | 5,60 (AR) |
| 7     | Romain Mesnil      | FRA  | 5,60      |
| 8     | Giuseppe Gibilisco | ITA  | 5,40      |

Datum: 15. März, 15:40 Uhr

### Weitsprung
| Platz | Athlet            | Land | Weite (m) |
| ----- | ----------------- | ---- | --------- |
| 1     | Dwight Phillips   | USA  | 8,29 (PB) |
| 2     | Yago Lamela       | ESP  | 8,28      |
| 3     | Miguel Pate       | USA  | 8,21      |
| 4     | Luis Felipe Méliz | CUB  | 8,01      |
| 5     | Wolodymyr Sjuskow | UKR  | 8,00      |
| 6     | Petar Datschew    | BUL  | 7,79      |
| 7     | Salim Sdiri       | FRA  | 7,63      |
|       | Bogdan Țăruș      | ROU  | DQ        |

Datum: 15. März, 14:55 Uhr
Bogdan Țăruș, der mit 7,97 m den sechsten Platz belegte, wurde nachträglich disqualifiziert, als sich herausstellte, dass auf seinem Anmeldeformular falsche Angaben zu seinen Qualifikationssprüngen für die Meisterschaften gemacht worden waren.

### Dreisprung
| Platz | Athlet              | Land | Weite (m)  |
| ----- | ------------------- | ---- | ---------- |
| 1     | Christian Olsson    | SWE  | 17,70 (WL) |
| 2     | Walter Davis        | USA  | 17,35 (PB) |
| 3     | Yoelbi Quesada      | CUB  | 17,27      |
| 4     | Jonathan Edwards    | GBR  | 17,19      |
| 5     | Timothy Rusan       | USA  | 16,88      |
| 6     | Jadel Gregório      | BRA  | 16,86      |
| 7     | Aljaksandr Hlawazki | BLR  | 16,66      |
| 8     | Marian Oprea        | ROU  | 16,59      |

Datum: 16. März, 16:07 Uhr

### Kugelstoßen
| Platz | Athlet           | Land | Weite (m) |
| ----- | ---------------- | ---- | --------- |
| 1     | Manuel Martínez  | ESP  | 21,24     |
| 2     | John Godina      | USA  | 21,23     |
| 3     | Jurij Bilonoh    | UKR  | 21,13     |
| 4     | Arsi Harju       | FIN  | 20,96     |
| 5     | Justin Anlezark  | AUS  | 20,65     |
| 6     | Tepa Reinikainen | FIN  | 20,59     |
| 7     | Milan Haborák    | SVK  | 20,21     |
| 8     | Joachim Olsen    | DEN  | 20,12     |

Datum: 14. März, 19:00 Uhr

### Siebenkampf
| Platz | Athlet              | Land | Punkte    |
| ----- | ------------------- | ---- | --------- |
| 1     | Tom Pappas          | USA  | 6361 (PB) |
| 2     | Lew Lobodin         | RUS  | 6297      |
| 3     | Roman Šebrle        | CZE  | 6196      |
| 4     | Jón Arnar Magnússon | ISL  | 6185      |
| 5     | Tomáš Dvořák        | CZE  | 6005      |
| 6     | Alexander Pogorelow | RUS  | 5999      |
| 7     | Laurent Hernu       | FRA  | 5988      |

Datum: 15./16. März
Der Siebenkampf bestand aus 60-Meter-Lauf, Weitsprung, Kugelstoßen, Hochsprung, 60-Meter-Hürdenlauf, Stabhochsprung und 1000-Meter-Lauf.

## Frauen

### 60 m
| Platz | Athletin          | Land | Zeit (s)  |
| ----- | ----------------- | ---- | --------- |
| 1     | Schanna Block     | UKR  | 7,04 (WL) |
| 2     | Angela Williams   | USA  | 7,16      |
| 3     | Torri Edwards     | USA  | 7,17 (PB) |
| 4     | Merlene Ottey     | SLO  | 7,20      |
| 5     | Karin Mayr-Krifka | AUT  | 7,23      |
| 6     | Marina Kislowa    | RUS  | 7,26      |
| 7     | Joice Maduaka     | GBR  | 7,34      |
|       | Savatheda Fynes   | BAH  | DNS       |

Datum: 14. März, 18:13 Uhr

### 200 m
| Platz | Athletin                    | Land | Zeit (s) |
| ----- | --------------------------- | ---- | -------- |
| 1     | Muriel Hurtis               | FRA  | 22,54    |
| 2     | Anastassija Kapatschinskaja | RUS  | 22,80    |
| 3     | Juliet Campbell             | JAM  | 22,81    |
| 4     | Cydonie Mothersill          | CAY  | 23,18    |
| 5     | Natallja Safronnikawa       | BLR  | 23,61    |
|       | Michelle Collins            | USA  | DQ       |

Datum: 15. März, 18:20 Uhr
Michelle Collins kam mit einer Zeit von 22,18 s als erste ins Ziel, wurde aber nachträglich disqualifiziert, als sich bei den Ermittlungen in der BALCO-Affäre herausstellte, dass sie Abnehmerin von Dopingmitteln war.

### 400 m
| Platz | Athletin             | Land | Zeit (s)   |
| ----- | -------------------- | ---- | ---------- |
| 1     | Natalja Nasarowa     | RUS  | 50,83      |
| 2     | Christine Amertil    | BAH  | 51,11 (NR) |
| 3     | Grit Breuer          | GER  | 51,13      |
| 4     | Catherine Murphy     | GBR  | 51,99      |
| 5     | Monique Hennagan     | USA  | 52,08      |
| 6     | Swjatlana Ussowitsch | BLR  | 52,72      |

Datum: 16. März, 14:50 Uhr

### 800 m
| Platz | Athletin               | Land | Zeit (min)   |
| ----- | ---------------------- | ---- | ------------ |
| 1     | Maria de Lurdes Mutola | MOZ  | 1:58,94      |
| 2     | Stephanie Graf         | AUT  | 1:59,39      |
| 3     | Mayte Martínez         | ESP  | 1:59,53 (NR) |
| 4     | Jolanda Čeplak         | SLO  | 1:59,54      |
| 5     | Joanne Fenn            | GBR  | 1:59,95      |
|       | Jekaterina Pusanowa    | RUS  | DQ           |

Datum: 16. März, 15:25 Uhr
Joanne Fenn führte seit der ersten Runde und wurde erst in der letzten Kurve von Titelverteidigerin Mutola überholt. Jekaterina Pusanowa lief als Sechste mit einer Zeit von 2:00,86 min ein, wurde aber bei der anschließenden Dopingkontrolle positiv auf verbotene Substanzen getestet und disqualifiziert.

### 1500 m
| Platz | Athletin             | Land | Zeit (min) |
| ----- | -------------------- | ---- | ---------- |
| 1     | Regina Jacobs        | USA  | 4:01,67 CR |
| 2     | Kelly Holmes         | GBR  | 4:02,66 NR |
| 3     | Jekaterina Rosenberg | RUS  | 4:02,80    |
| 4     | Natalja Gorelowa     | RUS  | 4:06,18    |
| 5     | Iryna Lischtschynska | UKR  | 4:07,19    |
| 6     | Elena Iagăr          | ROU  | 4:07,44    |
| 7     | Alesja Turawa        | BLR  | 4:08,20    |
| 8     | Hasna Benhassi       | MAR  | 4:10,32    |

Datum: 16. März, 15:55 Uhr

### 3000 m
| Platz | Athletin             | Land | Zeit (min)   |
| ----- | -------------------- | ---- | ------------ |
| 1     | Berhane Adere        | ETH  | 8:40,25      |
| 2     | Marta Domínguez      | ESP  | 8:42,17      |
| 3     | Meseret Defar        | ETH  | 8:42,58 (PB) |
| 4     | Zahra Ouaziz         | MAR  | 8:49,50      |
| 5     | Zhor El Kamch        | MAR  | 8:49,55      |
| 6     | Galina Bogomolowa    | RUS  | 8:50,62 (PB) |
| 7     | Benita Johnson       | AUS  | 8:51,62      |
| 8     | Maria Cristina Grosu | ROU  | 8:58,65      |

Datum: 15. März, 18:40 Uhr
Die Hallenweltrekordhalterin Berhane Adere setzte sich 700 Meter vor dem Ziel an die Spitze und gewann als erste Äthiopierin Gold bei Hallenweltmeisterschaften. Die Griechin Maria Tsirba lief mit einer Zeit von 8:52:21 min als Achte ein, wurde aber bei einer kurz zuvor durchgeführten Trainingskontrolle positiv auf Erythropoetin getestet und disqualifiziert.

### 60 m Hürden
| Platz | Athletin              | Land | Zeit (s)  |
| ----- | --------------------- | ---- | --------- |
| 1     | Gail Devers           | USA  | 7,81      |
| 2     | Glory Alozie          | ESP  | 7,90      |
| 3     | Melissa Morrison      | USA  | 7,92      |
| 4     | Lacena Golding-Clarke | JAM  | 7,92      |
| 5     | Linda Ferga-Khodadin  | FRA  | 7,95      |
| 6     | Brigitte Foster       | JAM  | 7,96 (PB) |
| 7     | Susanna Kallur        | SWE  | 7,97      |
| 8     | Patricia Girard       | FRA  | 8,02      |

Datum: 16. März, 16:25 Uhr

### 4 × 400 m Staffel
| Platz | Land                   | Athletinnen                                                             | Zeit (min)   |
| ----- | ---------------------- | ----------------------------------------------------------------------- | ------------ |
| 1     | Russland               | Natalja Antjuch Julija Petschonkina Olesja Sykina Natalja Nasarowa      | 3:28,45      |
| 2     | Jamaika                | Ronetta Smith Catherine Scott Sheryl Morgan Sandie Richards             | 3:29,96      |
| 3     | Vereinigte Staaten     | Monique Hennagan Meghan Addy Brenda Taylor Mary Danner                  | 3:30,06      |
| 4     | Vereinigtes Königreich | Jennifer Meadows Danielle Halsall Amy Spencer Catherine Murphy          | 3:32,18 (NR) |
| 5     | Ukraine                | Antonina Jefremowa Tetjana Debela Natalija Schurawljowa Natalija Makuch | 3:36,18      |

Datum: 16. März, 17:15 Uhr

### Hochsprung
| Platz | Athletin             | Land | Höhe (m)  |
| ----- | -------------------- | ---- | --------- |
| 1     | Kajsa Bergqvist      | SWE  | 2,01      |
| 2     | Jelena Jelessina     | RUS  | 1,99      |
| 3     | Anna Tschitscherowa  | RUS  | 1,99      |
| 4     | Blanka Vlašić        | CRO  | 1,96      |
| 5     | Iryna Mychaltschenko | UKR  | 1,96      |
| 5     | Ruth Beitia          | ESP  | 1,96 (NR) |
| 7     | Tisha Waller         | USA  | 1,96      |
| 8     | Inha Babakowa        | UKR  | 1,92      |

Datum: 16. März, 13:30 Uhr

### Stabhochsprung
| Platz | Athletin           | Land | Höhe (m)  |
| ----- | ------------------ | ---- | --------- |
| 1     | Swetlana Feofanowa | RUS  | 4,80 (WR) |
| 2     | Jelena Issinbajewa | RUS  | 4,60      |
| 3     | Monika Pyrek       | POL  | 4,45      |
| 4     | Kellie Suttle      | USA  | 4,45      |
| 5     | Annika Becker      | GER  | 4,45      |
| 6     | Tanja Stefanowa    | BUL  | 4,35      |
| 6     | Anna Rogowska      | POL  | 4,35      |

Datum: 16. März, 14:55 Uhr

### Weitsprung
| Platz | Athletin           | Land | Weite (m) |
| ----- | ------------------ | ---- | --------- |
| 1     | Tatjana Kotowa     | RUS  | 6,84 (WL) |
| 2     | Inessa Krawez      | UKR  | 6,72      |
| 3     | Maurren Higa Maggi | BRA  | 6,70 (AR) |
| 4     | Olga Rubljowa      | RUS  | 6,68      |
| 5     | Niki Xanthou       | GRE  | 6,47      |
| 6     | Styliani Pilatou   | GRE  | 6,47      |
| 7     | Anju Bobby George  | IND  | 6,40      |
| 8     | Tünde Vaszi        | HUN  | 6,39      |

Datum: 16. März, 13:40 Uhr

### Dreisprung
| Platz | Athletin               | Land | Weite (m)  |
| ----- | ---------------------- | ---- | ---------- |
| 1     | Ashia Hansen           | GBR  | 15,01 (WL) |
| 2     | Françoise Mbango Etone | CMR  | 14,88 (AR) |
| 3     | Kéné Ndoye             | SEN  | 14,72 (NR) |
| 4     | Anna Pjatych           | RUS  | 14,35      |
| 5     | Magdelín Martínez      | ITA  | 14,32      |
| 6     | Carlota Castrejana     | ESP  | 14,32 (NR) |
| 7     | Baya Rahouli           | ALG  | 14,31 (NR) |
| 8     | Adelina Gavrilă        | ROU  | 13,92      |

Datum: 15. März, 17:05 Uhr

### Kugelstoßen
| Platz | Athletin            | Land | Weite (m)   |
| ----- | ------------------- | ---- | ----------- |
| 1     | Irina Korschanenko  | RUS  | 20,55 (WMR) |
| 2     | Nadseja Astaptschuk | BLR  | 20,31       |
| 3     | Astrid Kumbernuss   | GER  | 19,86       |
| 4     | Wita Pawlysch       | UKR  | 19,73       |
| 5     | Swetlana Kriweljowa | RUS  | 19,57       |
| 6     | Yumileidi Cumbá     | CUB  | 19,19 (PB)  |
| 7     | Janina Karoltschyk  | BLR  | 18,94       |
| 8     | Assunta Legnante    | ITA  | 18,20       |

Datum: 15. März, 17:55 Uhr

### Fünfkampf
| Platz | Athletin              | Land | Punkte     |
| ----- | --------------------- | ---- | ---------- |
| 1     | Carolina Klüft        | SWE  | 4933 (WMR) |
| 2     | Natallja Sasanowitsch | BLR  | 4715       |
| 3     | Marie Collonvillé     | FRA  | 4644 (NR)  |
| 4     | Sonja Kesselschläger  | GER  | 4498       |
| 5     | Naide Gomes           | POR  | 4476       |
| 6     | Katja Keller          | GER  | 4430 (PB)  |
| 7     | Maryna Breshina       | UKR  | 4313       |
|       | Anzhela Atroshchenko  | TUR  | DNF        |

Datum: 14. März
Der Fünfkampf bestand aus 60-Meter-Hürdenlauf, Hochsprung, Kugelstoßen, Weitsprung und 800-Meter-Lauf.

## Erklärungen
- WR: Weltrekord
- WMR: Weltmeisterschaftsrekord
- AR: Kontinentalrekord
- NR: nationaler Rekord
- WL: Weltjahresbestleistung
- PB: persönliche Bestleistung

## Medaillenspiegel
| Medaillenspiegel |                        |      |        |        |        |
| Platz            | Land                   | Gold | Silber | Bronze | Gesamt |
| 1                | Vereinigte Staaten     | 8    | 3      | 4      | 15     |
| 2                | Russland               | 5    | 5      | 2      | 12     |
| 3                | Schweden               | 4    | –      | –      | 4      |
| 4                | Vereinigtes Königreich | 2    | 4      | 1      | 7      |
| 5                | Äthiopien              | 2    | –      | 1      | 3      |
|                  | Frankreich             | 2    | –      | 1      | 3      |
| 7                | Spanien                | 1    | 4      | 1      | 6      |
| 8                | Deutschland            | 1    | 1      | 2      | 4      |
| 9                | Ukraine                | 1    | 1      | 1      | 3      |
|                  | Jamaika                | 1    | 1      | 1      | 3      |
| 11               | Mosambik               | 1    | –      | –      | 1      |
| 12               | Belarus                | –    | 2      | 1      | 3      |
| 13               | Kamerun                | –    | 2      | –      | 2      |
| 14               | Kenia                  | –    | 1      | 2      | 3      |
| 15               | Bahamas                | –    | 1      | 1      | 2      |
|                  | Kuba                   | –    | 1      | 1      | 2      |
| 17               | Österreich             | –    | 1      | –      | 1      |
|                  | Dänemark               | –    | 1      | –      | 1      |
|                  | St. Kitts und Nevis    | –    | 1      | –      | 1      |
| 20               | Polen                  | –    | –      | 2      | 2      |
| 21               | Brasilien              | –    | –      | 1      | 1      |
|                  | Tschechien             | –    | –      | 1      | 1      |
|                  | Irland                 | –    | –      | 1      | 1      |
|                  | Marokko                | –    | –      | 1      | 1      |
|                  | Niederlande            | –    | –      | 1      | 1      |
|                  | Volksrepublik China    | –    | –      | 1      | 1      |
|                  | Senegal                | –    | –      | 1      | 1      |